# سرگئی بوبکا (تنیس‌باز)
سرگئی بوبکا (به اوکراینی: Сергій Сергійович Бубка) (زادهٔ ۱۰ فوریهٔ ۱۹۸۷) یک تنیس‌باز اهل اوکراین است.
او پسر سرگئی بوبکا، قهرمان نامدار پرش با نیزه است. بوبکای پدر، نام خود را بر پسرش گذاشت.